# آدریا آرجونا
آدریا آرجونا تورس (انگلیسی: Adria Arjona Torres؛ زادهٔ ۲۵ آوریل ۱۹۹۲) یک هنرپیشه و مدل اهل ایالات متحده آمریکا است.

## فیلم‌شناسی

### فیلم
| سال  | فیلم                      | نقش            | یادداشت‌ها |
| ---- | ------------------------- | -------------- | --------- |
| ۲۰۱۶ | آزمایش بلکو               | لئاندرا فلورز  |           |
| ۲۰۱۸ | پایه مهمانی               | آماندا         |           |
| ۲۰۱۸ | حاشیه اقیانوس آرام: طغیان | ژول ریس        |           |
| ۲۰۱۹ | مرز سه‌گانه                | یووانا         |           |
| ۲۰۱۹ | شش زیرزمینی               | فایو           |           |
| ۲۰۲۲ | موربیوس                   | مارتین بنکرافت |           |
| ۲۰۲۳ | هیتمن                     | مدیسون         |           |
| ۲۰۲۳ | غیبت عدن                  |                |           |
| ۲۰۲۴ | دوبار پلک بزن             |                |           |

### تلویزیون
| سال       | عنوان         | نقش   | یادداشت‌ها             |
| --------- | ------------- | ----- | --------------------- |
| ۲۰۱۴      | Unforgettable |       |                       |
| ۲۰۱۴–۲۰۱۵ | مظنون         |       |                       |
| ۲۰۱۵      | نارکس         | هلنا  | بازیگر مهمان؛ فصل اول |
| ۲۰۱۵      | کارآگاه حقیقی | امیلی | فصل دوم               |
| ۲۰۱۶      | Emerald City  |       |                       |